# Матильдит
Матильдит (рос. матильдит; англ. matildite; нім. Matildit m) — мінерал, бісмутова сульфосіль срібла координаційної будови.

## Загальний опис
Хімічна формула: AgBiS2.
Містить (%): Ag — 28,33; Bi — 54,84; S — 16,83.
Сингонія ромбічна.
Пінакоїдальний вид.
При нагріванні понад 225 °C переходить у високотемпературну кубічну модифікацію.
Форми виділення: призматичні кристали з штриховкою, щільні, зернисті агрегати.
Спайності не має.
Густина 6,92 (псевдокубічна модифікація — 6,43).
Твердість 3,0.
Колір сірий, залізо-чорний.
Риса сіра.
Непрозорий.
Блиск металічний.
Злам нерівний.
Крихкий.
Зустрічається в пегматитах і гідротермальних родовищах.
Рідкісний.
За назвою родовища Матільда (Перу), A.D'Achiardi, 1883.